# دیارا ترائوره
دیارا ترائوره (انگلیسی: Diarra Traoré؛ ۱ ژانویهٔ ۱۹۳۵ – ۸ ژوئیهٔ ۱۹۸۵) سیاستمدار، و پرسنل نظامی اهل گینه بود. وی از ۵ آوریل ۱۹۸۴ تا ۱۸ دسامبر ۱۹۸۴ نخست‌وزیر گینه بود.
دیارا ترائوره در ۸ ژوئیه ۱۹۸۵، در سن ۵۰ سالگی اعدام شد.